# 瓦伊图普 (瓦利斯和富图纳)

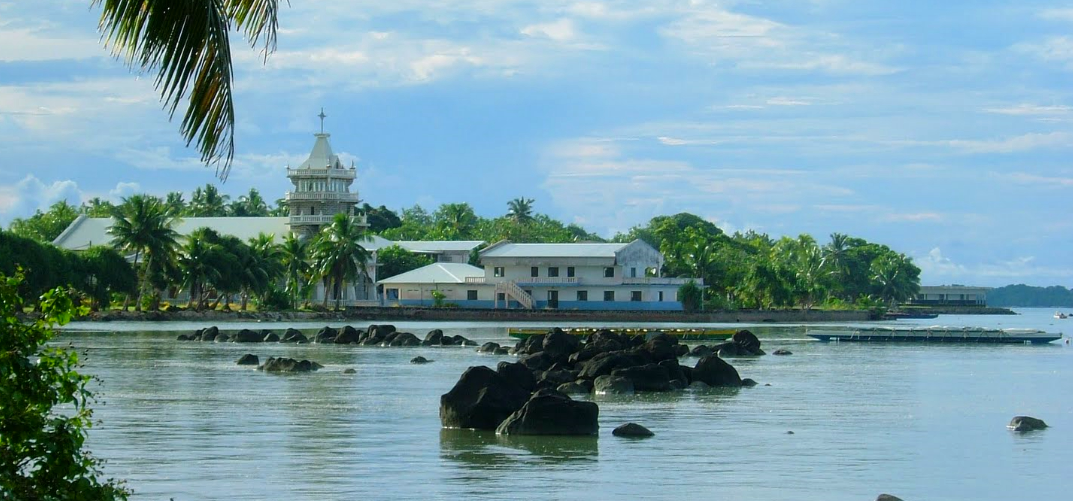
瓦伊图普的教堂

瓦伊图普（法語：Vaitupu）是法国海外集体瓦利斯和富图纳中的希希福区的首府及第二大村庄，它位于瓦利斯岛北海岸。
根据2008年人口普查显示，它有503人口。